# Storvildtjagt
Storvildtjagt er jagt på storvildt til trofæer, taksidermi, kød og kommercielt værdifulde animalske produkter (som horn, gevir, stødtænder, knogler, pels, fedt eller særlige organer). Begrebet bruges ofte om jagt på Afrikas fem storvildt (løve, afrikansk elefant, afrikansk bøffel, afrikansk leopard og afrikansk næsehorn), samt indisk næsehorn og bengalsk tiger på det indiske subkontinent.
Storvildtjagt for kød går meget langt tilbage i tiden, muligvis helt tilbage til homo sapiens opstod. Hulemalerier viser flere sted mennesker der jager mammutter.
Under victoriatiden steg interessen for storvildtjagt som fornøjelse voldsomt. Blandt de personer, der tog på storvildtjagt var Philip Percival, der guiedede Theodore Roosevelt og Ernest Hemingway, som selv var berømte storvildtjægere; Bror von Blixen-Finecke, en af Percivals venner og han var gift med forfatteren Karen Blixen, der skrev Den afrikanske farm; Denys Finch Hatton, der også var en person i Blixens bog; Major Percy Horace Gordon Powell-Cotton og flere andre. Mange storvildtjægere var også naturforkæmpere (heriblandt Roosevelt og Hemingway), og mange nuværende storvildjægere i Afrika hjælper også med naturfredning med meget store beløb betalt for storvildtjagt, som går direkte til vildbevarelse.